# Soleil dedans

Soleil dedans est un album d'Arthur H sorti en septembre 2014. Il a été enregistré au Québec avec l’équipe et les musiciens de Patrick Watson et co-réalisé par François Lafontaine, clavier du groupe québécois Karkwa. Le premier titre extrait de l'album est La Caissière du super.

## Liste des morceaux
| No  | Titre                        | Durée |
| --- | ---------------------------- | ----- |
| 1.  | L'Autre Côté de la lune      | 3:46  |
| 2.  | La Ballade des clandestins   | 4:35  |
| 3.  | La Caissière du super        | 6:25  |
| 4.  | Oh là-haut !                 | 3:20  |
| 5.  | Une femme qui pleure         | 3:28  |
| 6.  | Navigateur solitaire         | 4:30  |
| 7.  | L'Aéroport de Los Angeles    | 5:10  |
| 8.  | L'Arrivée de la femme étoile | 0:53  |
| 9.  | La Femme étoile              | 4:08  |
| 10. | Les papous, c'est nous !     | 3:42  |
| 11. | Le Tonnerre du cœur          | 6:52  |
| 12. | Le bonheur c'est l'eau       | 6:57  |